# I superstiti del Wyoming
I superstiti del Wyoming (The Hunters) è un romanzo fantascientifico del 1982 di Jack Lovejoy.

## Trama
Nel futuro anno 453 dell'era delle peregrinazioni, Thelon, ultimo discendente dei Carswell dopo la morte dell'anziano bisnonno, insieme a una ristretta comunità di persone, vive in un piccolo spazio situato nel nord dell'"antico" stato del Canada, una delle poche zone relativamente sicure della Terra.
Thelon decide di partire alla ricerca dei misteriosi "cacciatori", alieni che hanno invaso la Terra 453 anni prima e se ne sono impossessati, riducendo gli umani a vivere come animali braccati, perennemente in pericolo, e costretti a nascondersi. Il viaggio si rivela irto di pericoli, che non provengono solo dagli alieni, ma anche da esseri umani "selvaggi" o dai grandi animali portati sulla Terra dagli alieni.
Però Thelon è deciso a trovare la risposta alla domanda "Chi, o cosa, sono i cacciatori?" E prosegue la sua missione affrontando i pericoli e combattendo per salvarsi la vita.

## Edizioni
- Jack Lovejoy, I superstiti del Wyoming, Collana Urania n.963, Mondadori, 1984,  p. 154.